# Ахалолфинги
Ахалолфингите или Бертхолдингите (на немски: Ahalolfinger, Alaholfinger, Bertholde) са швабски благороднически род по времето на Каролингите на Некар и Дунав и заемат важни постове в Бавария, Франция и Италия, където са маркграфове на Марка Фриули и графове на Верона.
През 900 г. те заедно с Бурхардингите или Хунфридингите и епископ Саломон III от Констанц пречат да се образува отново Племенно херцогство Швабия.
Най-известни са пфалцграф Бертхолд I (880/892) и синовете му Ерхангер II и граф Бертхолд II, които са екзекутирани на 21 януари 917, след като Ерхангер получил титлата херцог на Швабия (херцог 915–917), и след това се съпротивлява против крал Конрад I.
Рихардис († 18 септември 900) е омъжена от 862 за Карл III Дебели и 881 е коронована заедно с него за римска императрица.